# Molophilus (Molophilus) retrorsus
Molophilus (Molophilus) retrorsus is een tweevleugelige uit de familie steltmuggen (Limoniidae). De soort komt voor in het Neotropisch gebied.